# 甲酸苯酯
甲酸苯酯是一种有机化合物，化学式为C7H6O2。它可由苯酚、甲酸和N,N'-二环己基碳二亚胺在二氯甲烷中反应制得。它和溴苯在钯配合物催化下反应，可以得到苯甲酸苯酯。